# قشلاق حاجي عوض
قشلاق حاجي عوض هي قرية في مقاطعة بارس أباد، إيران. عدد سكان هذه القرية هو 1,072 في سنة 2006.